# Пунта-Альта
Пунта-Альта (исп. Punta Alta) — город в Аргентине в провинции Буэнос-Айрес. Административный центр муниципалитета Коронель-Росалес, место размещения главной аргентинской военно-морской базы «Пуэрто-Бельграно». Название означает «Высокий мыс», и первоначально относилось к выдающемуся здесь в море мысу, на высокой дюне на конце которого была возведена сигнальная башня.

## История
В XIX веке, когда был основан город Баия-Бланка, в этих местах проживали индейцы, мирно сосуществовавшие с европейскими поселенцами. Осенью 1832 года здесь побывал с научной экспедицией Чарлз Дарвин, совершавший кругосветное путешествие на корабле «Бигль».

### Создание военно-морской базы
В конце XIX века, когда у Аргентины обострились отношения с Чили и она начала развивать военно-морской флот, лейтенант флота Феликс Дуфоурк обосновал в 1895 году, что крупный военно-морской порт необходимо строить не в Буэнос-Айресе или Ла-Плате, а в районе Баии-Бланки: там имеется удобная бухта, которую легко защищать, и это даст толчок к развитию практически пустынного региона. Министр армии и флота Гильермо Вильянуэва одобрил его доклад, и представил его на рассмотрение президенту. Идея была одобрена, и в феврале 1896 года в Баия-Бланку прибыл нанятый в Италии инженер Луиджи Луиджи, немедленно приступивший к изучению аргентинского побережья. Его доклад подтвердил выводы Феликса Дуфоурка о том, что наиболее удобным местом для военно-морской базы будет район Высокого мыса. Основываясь на этом, президент Хосе Эваристо Урибуру отправил в Конгресс законопроект о строительстве первого аргентинского военного порта, который был одобрен на закрытом заседании 30 ноября 1896 года.
В 1897 году было начато строительство военно-морской базы, и для ускорения доставки материалов в июне 1898 года началось строительство железной дороги от порта Баия-Бланка. В то время развитием территории в районе Баия-Бланки занимался английский капитал, и была достигнута договорённость о том, что англичане построят дорогу от Баия-Бланки до станции, получившей название Пунта-Альта по выдающемуся здесь в море мысу, а дальше, к военной базе, дорогу будет прокладывать нанятый аргентинским правительством национальный подрядчик. Английская компания выполнила свою часть работы за два месяца, а уже с ноября 1898 года до станции Пунта-Альта стали ходить даже пассажирские поезда. К новой станции переселились рабочие, строившие военно-морскую базу, и там стала появляться вспомогательная инфраструктура (дома, склады, таверны, гостиницы и т. п.).
В начале XX века в этих местах появился новый экономический игрок: французский капитал. Если англичане строили в Аргентине железные дороги по радиальной схеме — от столицы в прочие части страны, то французы решили построить железную дорогу от Пунта-Альта до Росарио, пересекая построенные англичанами линии. В 1906 году для этого строительства была создана специальная компания, в 1908 году началось строительство железной дороги, а в декабре 1910 года она начала функционировать.

### Создание коммерческого порта
В 1900 году аргентинское правительство попыталось привлечь международные средства для развития порта в Баия-Бланка, но эта попытка провалилась. Тогда правительство решило построить коммерческий порт в районе построенной военно-морской базы, но это вызвало противодействие как англичан (сделавших ставку на Баия-Бланка), так и уже сформировавшегося в Баия-Бланка коммерческого лобби, опасавшегося, что новый порт перехватит на себя торговые потоки. Тем не менее правительство выделило под коммерческий порт часть военно-морской базы, однако у государства не было денег для создания необходимой инфраструктуры, и в 1906 году эта коммерческая зона была отдана в концессию французской компании. Портовая зона была соединена с железной дорогой на Росарио, однако по условиям концессии правительство сохраняло право на экспроприацию по окончании работ, и в 1911 году оно воспользовалось этим правом.
Одним из французских инженеров, работавших в этих местах с начала XX века, был Абель Жульен Паньяр. В 1911 году он получил контракт на строительство коммерческого порта в устье Арройо-Арехо. В 1912 году начались работы, но в 1913 году Паньяр скончался от сердечного приступа, а в 1914 году началась Первая мировая война, вынудившая французский капитал отказаться от далёких предприятий. В 1922 году на место французов пришли англичане, и в 1920—1930-х годах коммерческий порт продолжал развиваться несмотря на экономический кризис. В декабре 1947 года порт был национализирован.

### Образование отдельного города
Развитие частной коммерческой активности вызвал рост населения в посёлке при железнодорожной станции, которое желало улучшения своих жилищных условий. Населённый пункт активно развивался, а так как помимо коммерсантов там проживало значительное количество железнодорожных рабочих и рабочих с военно-морской базы, то в нём было большое количество сторонников левых идей, что нашло своё отображение в многообразии местной прессы (уже в 1919 году в городке выходило семь газет). В связи с тем, что юридически эти земли подчинялись городу Баия-Бланка, не заинтересованному в их развитии, уже в 1908 году была создана Местная комиссия по автономии. Хотя она не достигла своих целей, в 1910 году была образована вторая Комиссия по автономии обратившаяся (при поддержке флотского начальства) к губернатору провинции Буэнос-Айрес, но это также ни к чему не привело. В 1915 году была создана ещё одна комиссия, но и она не добилась успеха.
В 1918 году местные автономисты предприняли ещё одну попытку отделения от Баия-Бланки, и получили серьёзную поддержку, однако изменения в правительстве провинции, приведшие к отставке губернатора, свели на нет и эти усилия.
В 1925 году было создано Общество по развитию Пунта-Альта. Так как по закону в случае, если население района превышает 2 тысячи человек, там полагалось создавать органы власти, было решено провести перепись населения Пунта-Альта. Результаты оказались ошеломляющими: 3 января 1926 года было объявлено, что по результатам переписи в Пунта-Альта проживало 10 728 человек. Была написана петиция, требующая от властей исполнения закона и создания отдельного территориального образования, которую принял депутат Рамон Тристани — уроженец Баия-Бланки. Обсуждение проекта в Законодательном собрании провинции Буэнос-Айрес встретило, однако, сильную оппозицию со стороны Баия-Бланки, и он опять не был принят. Также провалились попытки 1932 и 1935 годов.

Подписании декрета об автономии Пунта-Альта

В 1944 году новая Комиссия по автономии подала (при поддержке начальства военно-морской базы) властям проект по созданию муниципалитета с названием в честь героя аргентино-бразильской войны Леонардо Росалеса, административным центром которого стал бы город Пунта-Альта. В 1945 году новый федеральный инспектор по провинции Буэнос-Айрес Хуан Атилио Брамулья заинтересовался этим проектом, и согласился посетить Пунта-Альту. 24 марта на площади Хенераль-Бельграно перед толпой в 7 тысяч человек он объявил, что проект будет утверждён в течение недели. 28 марта 1945 года декретом № 4870 был образован муниципалитет Коронель-Росалес.
Против нового закона как обычно энергично выступили представители Баия-Бланки, поэтому Брамулья подписал декрет № 6404 о границах нового муниципалитета. Это, в свою очередь, вызвало протесты жителей Пунта-Альта: были отправлены сотни телеграмм и посланы делегации для личных встреч. В итоге 12 мая был подписан декрет № 7361, окончательно определивший границы муниципалитета, а Пунта-Альту вновь посетили высшие официальные лица провинции, символически подписавшие декрет об автономии.

### Развитие города
После национализации порта часть железных дорог прекратила функционировать, а сам порт стал зависим от военных властей. Так как во второй половине XX века власти страны активно поддерживали военных, то часть муниципальных земель перешла под управление военных властей. Экономическая жизнь города изменилась радикальным образом: он был переориентирован на военное производство и обслуживание военных учреждений.